# Макриялоски археологически музей
Макриялоският археологически музей, официално Макриялоски посещаем музеен склад (на гръцки: Επισκέψιμη Μουσειακή Αποθήκη Μακρυγιάλου, Πιερία), е музей в село Макриялос, Гърция. 
В музея се съхраняват и показват находки от археологически проучвания в северната част на област Пиерия. Изложбата представя търговски амфори от градовете Пидна и Метони, както и вази от желязната епоха до елинистичните времена. На приземния етаж посетителят има възможност да се запознае с процеса на консервация, съхранение и експониране на находките.